# طاووس پرانتوس (پروانه)
طاووس پرانتوس (پروانه)(نام علمی: Papilio peranthus) نام یک گونه از سرده پروانه‌های پاپیلیو است.
- طاووس پرانتوس (Papilio peranthus) زیرگونه‌ها:

- طاووس پرانتوس پرانتوس (Papilio peranthus peranthus)
- طاووس پرانتوس وانگیوانگیئنسیس (Papilio peranthus wangiwangiensis)
- طاووس پرانتوس ترانسینس (Papilio peranthus transiens)
- طاووس پرانتوس سومی (Papilio peranthus sumie)
- طاووس پرانتوس کرانسی (Papilio peranthus kransi)
- طاووس پرانتوس کینسیاس (Papilio peranthus kinesias)
- طاووس پرانتوس اینترمدیوس (Papilio peranthus intermedius)
- طاووس پرانتوس اینسولیکولا (Papilio peranthus insulicola)
- طاووس پرانتوس فولجنس (Papilio peranthus fulgens)
- طاووس پرانتوس فانیوس (Papilio peranthus fannius)
- طاووس پرانتوس باوئانا (Papilio peranthus baweana)
- طاووس پرانتوس آدامانتیوس (Papilio peranthus adamantius)